# Kanton Montluçon-4
 Montluçon-4 is een kanton van het Franse departement Allier. Het kanton maakt deel uit van het arrondissement Montluçon.
 Het telt 16.294 inwoners in 2018.

Het kanton  werd gevormd ingevolge het decreet van 27 februari 2014 met uitwerking op 22 maart 2015. 

## Gemeenten
Het kanton omvat volgende gemeenten:
- Montluçon (hoofdplaats) (deel)
- Lamaids
- Lavault-Sainte-Anne
- Lignerolles
- Prémilhat
- Quinssaines
- Teillet-Argenty